# Gaston Hauchecorne
Gaston Hauchecorne (* 10. September 1880 in Le Havre, Frankreich; † 8. April 1945 in Paris, Frankreich) war ein französischer Bildhauer.

## Leben
Hauchecome war der Bruder des französischen Konsuls im Kaiserreich China, Armand Hauchecorne. Um die Jahrhundertwende war er Professor an der Universität Peking. In der Literatur wird er auch als Geschäftsführer des Konsulats in Chongqing, als Dolmetscher in Peking (1911) oder als „Diplomat“ in Frankreich (1940) genannt, der „einen Großteil seines Arbeitslebens in China verbracht“ hatte.
Hauchecome fertigte zahlreiche Skulpturen mit chinesischen Motiven aus Terracotta und Bronze, teils mit humoristischem Unterton. Er zeigte seine Arbeiten 1922 auf der Exposition nationale coloniale de Marseille sowie auf mehreren Salons der Société nationale des beaux-arts der 1920er Jahre.
Einige Bronzen Hauchecomes wurden von der Pariser Bildgießerei Les Neveux de Jules Lehmann handwerklich umgesetzt, andere von den konkurrierenden Susse Frères. Hauchecome gehörte zudem der von dem Éditeur d’art (Kunstverleger) und Bildgießer Arthur Goldscheider in den 1920er Jahren gegründeten Künstlergruppe La Stèle an, deren Arbeiten Goldscheider 1925 auf der Pariser Exposition internationale des Arts Décoratifs et industriels modernes ausstellte.

## Werke (Auswahl)
- Chinois fumeur d’opium
- Confidence à Trois
- Buste de chinois souriant
- Homme scrutant l’horizon
- L’écrivain
- Le Guetteur
- Les Marins
- Le calligraphe
- La conversation galante
- Chinois perplexe